# Olpium jacobsoni
Olpium jacobsoni es una especie de arácnido del orden Pseudoscorpionida de la familia Olpiidae.

## Distribución geográfica
Se encuentra en el sudeste de Asia, India.